# Basilique Saint-Savinien de Sens
Ne doit pas être confondu avec Église Saint-Savinien-le-jeune de Sens.
La basilique Saint-Savinien ou église Saint-Savinien-le-Vieux est un édifice religieux se situant rue Alsace-Lorraine à Sens, honorant saint Savinien, réputé pour être le premier évêque de Sens. Elle a été construite en l'an 1068, mais abrite une crypte beaucoup plus ancienne en son centre.

## Histoire
La basilique a subi de nombreux dégâts à cause des intempéries, mais aussi des invasions. L'édifice a également été dégradé à cause d'incendies, notamment pendant les Guerres de religion (1567). En plus des dégâts subis, la basilique était destinée à être détruite pendant la Révolution française. Malgré le fait qu'elle ait été épargnée, elle fut pillée en 1793 par les habitants. En 1796, elle fut rachetée par Simon André Blanchet qui participa notamment à la rénovation de la basilique quatre ans après son achat. La dernière rénovation a fini d'être achevée en 1915. 
La basilique Saint-Savinien est classée dans les Monuments Historiques depuis 1862; elle appartient aujourd'hui à une association.

## Architecture
La basilique abrite de nombreuses statues comme celle de saint Sébastien datant du XVIe siècle, mais aussi des plaques commémoratives classées comme Monuments Historiques situées à l'arrière de l'église. 
La crypte de la basilique est l'une des plus anciennes; les historiens sont « à peu près d'accord » pour dire que c'est dans cette crypte que le premier culte chrétien de la région a eu lieu. En 847, un corps fut retrouvé, identifié à l'époque comme saint Savinien, d'où le nom de la basilique et de l'église. Une tache de sang sur la pierre d'autel de la crypte est aussi connue comme celle de Saint Savinien, mais aucune preuve scientifique ne le démontre.